# Lars Adolf Prytz
Lars Adolf Prytz, född 30 januari 1792 i Åbo, död 28 mars 1863 i Stockholm, Jakob och Johannes, Smålandsgatan 8, var en svensk adelsman, militär och landshövding.

## Biografi

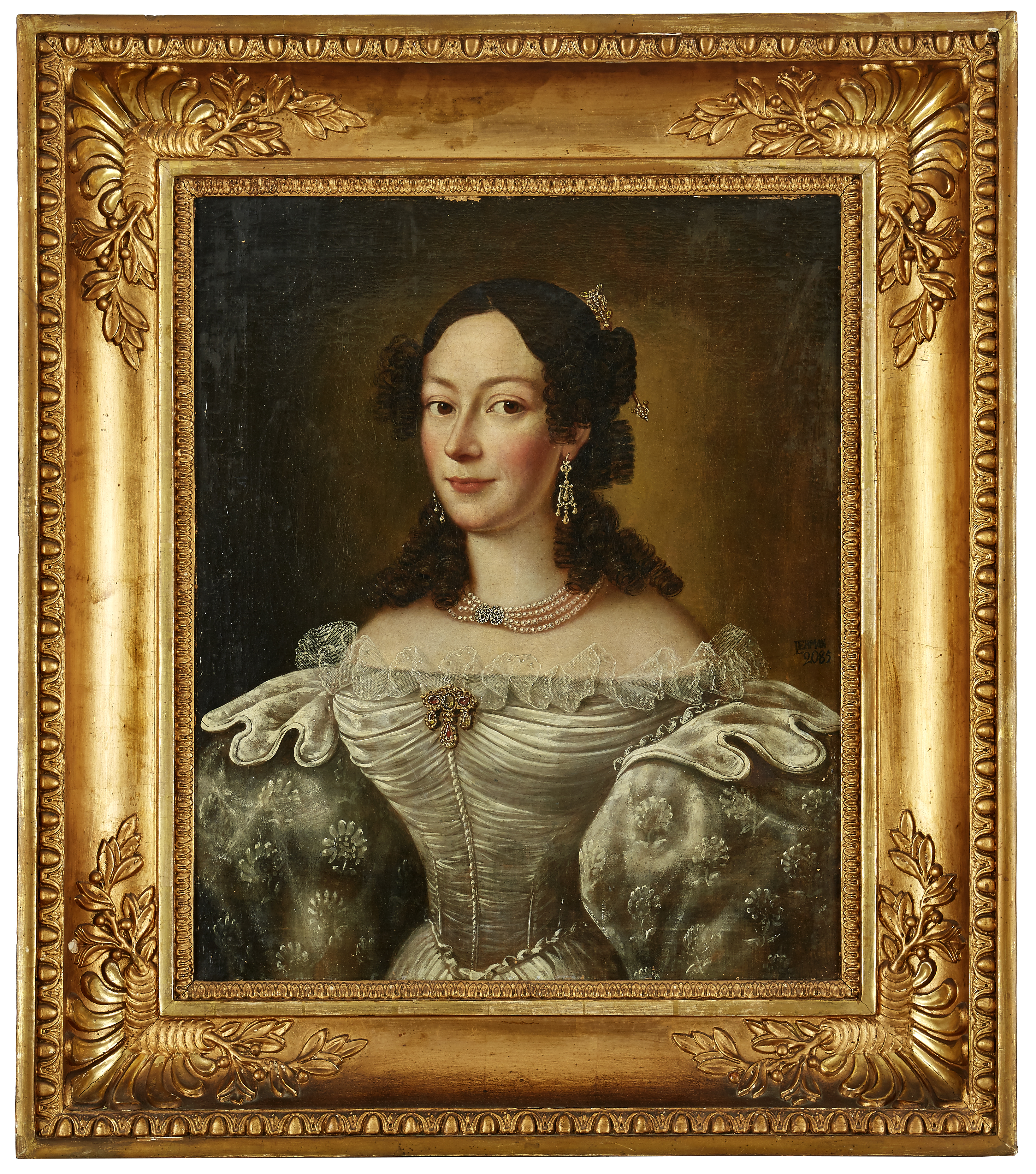
Fredrika Elisabeth Prytz, född Rosenborg. Lars Adolfs fru, avporträtterad 1835 av Carl Peter Lehman.

Lars Adolf Prytz var son till kompanichefen Anders Johan Prytz, som upptogs på Finlands Riddarhus, och  Hedvig Maria von Mell. Efter studier vid Kungliga Akademien i Åbo, inträdde han på den militära banan, först vid Värmlands regemente med rang av fänrik, och 1818 som kapten vid Generalstaben. 1827 blev han kapten och major vid Bohusläns regemente, och året därpå major vid Generalstaben. Han blev 1832 chef för södra tulldistriktet, 1834 överstelöjtnant i armén, och 1842 överste i armén. Prytz blev 1853 landshövding i Gävleborgs län.
Under sina år som militär, deltog Prytz bland annat vid fälttåget mot Norge. Prytz var gift med Fredrika Elisabeth Rosenborg.

## Utmärkelser
- Riddare av Svärdsorden - 4 juli 1824
- Kommendör av Vasaorden - 10 november 1851
- Karl Johansmedaljen - 4 november 1854
- Kommendör av Nordstjärneorden - 3 maj 1861